# Louis Christen Racing

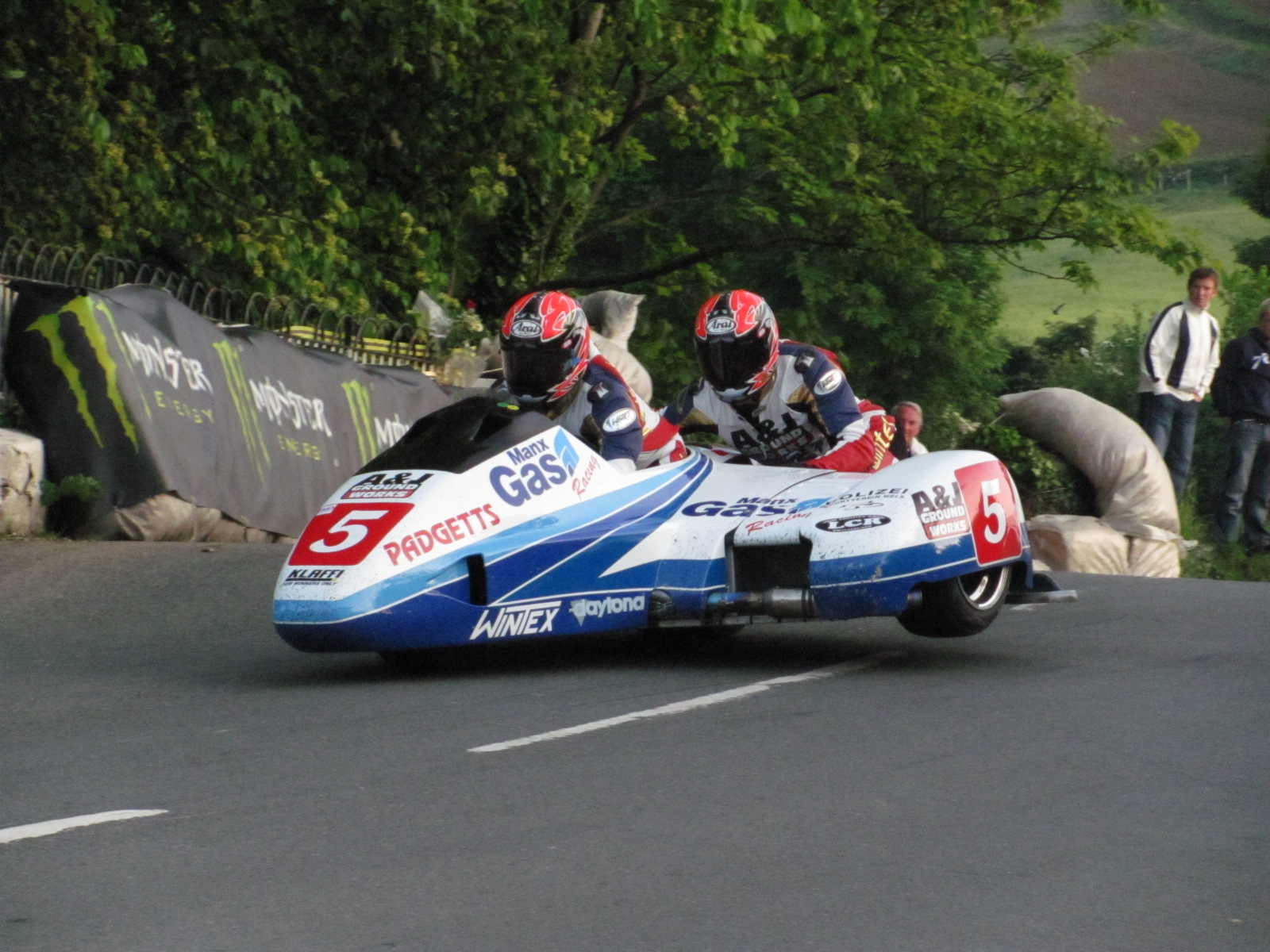
Klaus Klaffenbock en bakkenist Dan Sayle (LCR-Honda) onderweg naar de overwinning tijdens de TT van Man in 2010

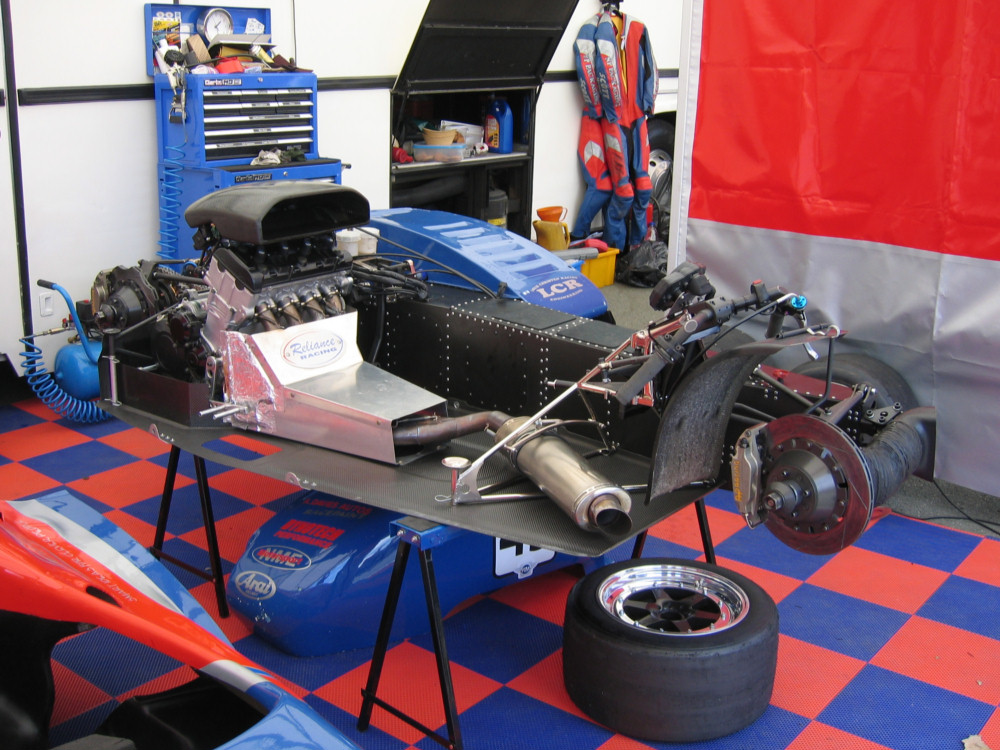
Vooraanzicht van een moderne LCR-racecombinatie zonder kuip

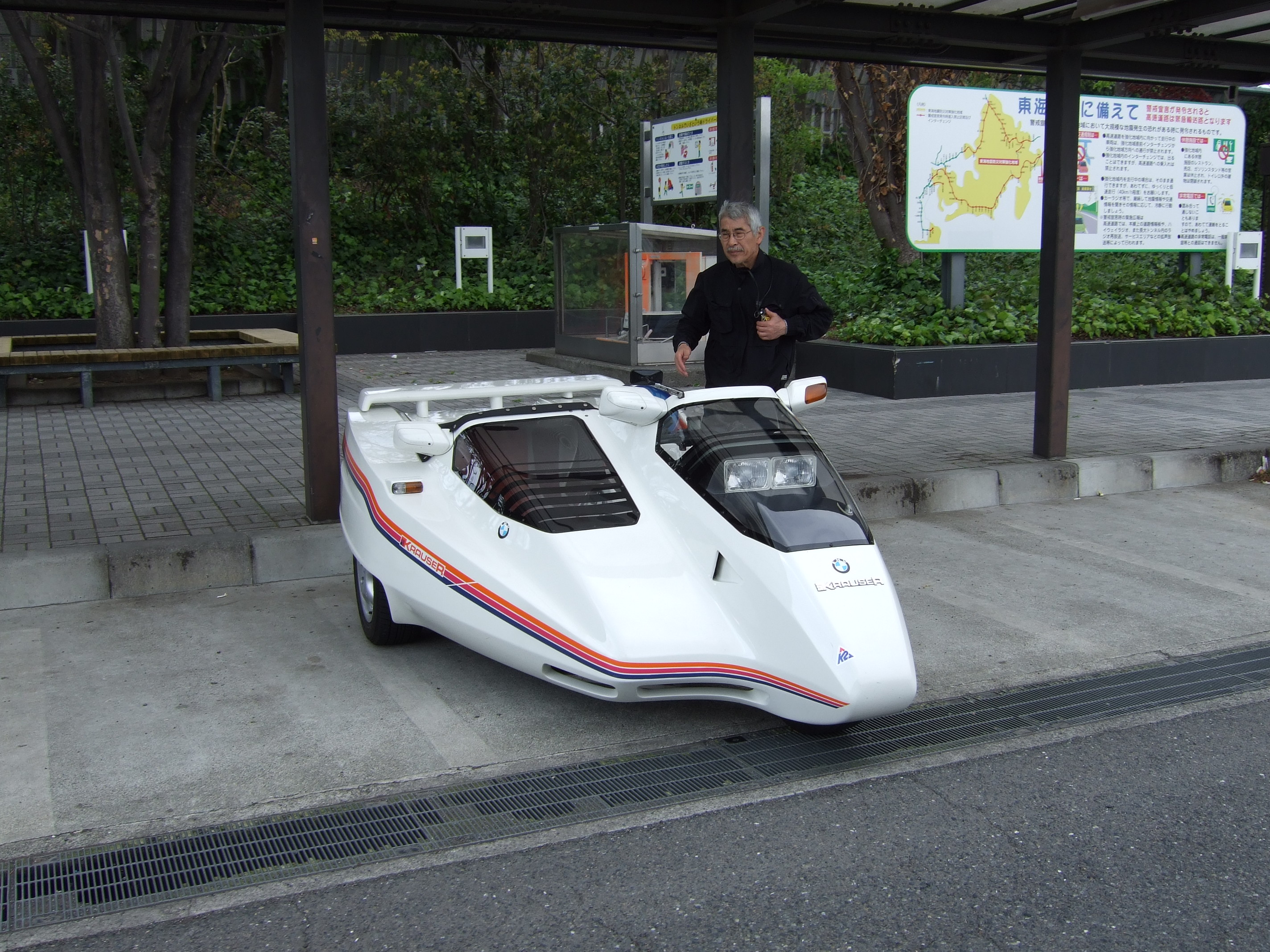
Krauser-Domani-LCR zijspancombinatie

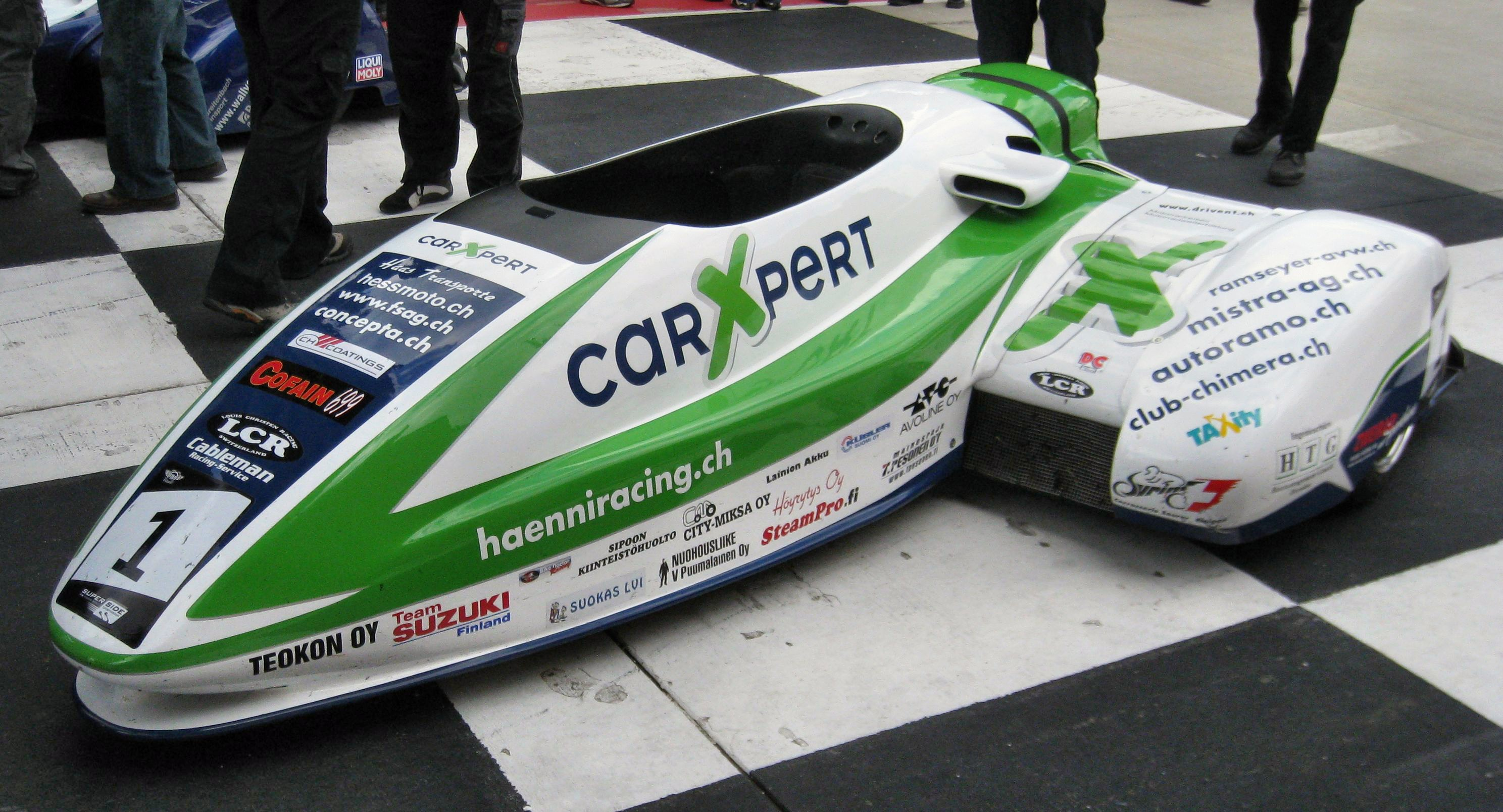
LCR-Suzuki van vijfvoudig wereldkampioen Pekka Päivärinta (2012)

Louis Christen Racing (LCR) is een bedrijf dat zich voornamelijk bezighoudt met de constructie van weg- en race-zijspancombinaties. De wegzijspancombinaties worden verkocht onder de merknaam Krauser.
Het bedrijf werd in 1978 opgericht door de Zwitser Louis Christen (ca. 1946) in Rheineck in het Zwitserse kanton Sankt Gallen. LCR ontwikkelt sinds 1978 zijspannen voor wegraces. Ook heeft het bedrijf racewagens, karts, racemotorframes (o.a. voor 80 cc en 125 cc Krauser- en Zündapp-wegracers) en enkele speciale-frames voor racemotoren gebouwd. Tegenwoordig produceert LCR zijspannen voor de F1 (‘long bikes’) en F2 (‘short bikes’) zijspanklasses.
In 2018 werd LCR overgenomen door de broers Ben (1977) en Tom Birchall (1986), viervoudig wereldkampioenen zijspanrace. Zij verplaatsten het bedrijf naar Mansfield in het Verenigd Koninkrijk. Birchall produceerde sinds 2014 al onderdelen voor LCR.

## geschiedenis
Louis Christen bouwde zijn eerste racewagen in 1971: een Formule V wagen met een motor van 1300 cc, waarmee hij ook deelnam aan races. In 1985 had LCR in totaal 35 Formule V (1300 en 1600 cc), Formule Ford (1600 en 2000 cc) en Formule 3 racewagens geproduceerd, die verschillende nationale kampioenschappen wonnen.
In 1976 werd de eerste LCR-racezijspan met een monocoque chassis gebouwd, dat in 1977 werd voorzien van een meesturend zijspanwiel. In het Wereldkampioenschap zijspanrace boekte het Zwitserse duo Bruno Holzer/Karl Meierhans, op een LCR chassis met Yamaha motor tijdens de Grand Prix van België op Spa-Francorchamps de eerste Grand Prix-overwinning met LCR.
Het jaar daarop wonnen Holzer en Meierhans op LCR-Yamaha het WK in de categorie B2B (zijspannen met één of twee aangedreven wielen). Hierna groeide LCR uit tot de belangrijkste chassisbouwer in het internationale zijspanracen. Er werden meer dan 100 Grand Prix- en World Cup-races gewonnen door LCR-machines met Yamaha-, Krauser- of Suzuki-motoren. Succesvolle zijspanracers, zoals de Zwitser Rolf Biland, de Britse Steve Webster en de Nederlandse Egbert Streuer  reden met LCR-machines.
Tussen 1983 en 1989 produceerde LCR ook monocoque-frames voor 80 cc en 125 cc racemotoren, die ook zeer succesvol waren in het wereldkampioenschap motorfietsen. De Zwitserse coureur Stefan Dörflinger won op Zündapp met LCR-frame in de 80 cc-klasse het WK in 1984 en op Krauser met LCR-frame in 1985.
In de 125 cc klasse wonnen LCR-machines met MBA-motoren verschillende Grand Prix.
In 1986 presenteerde LCR in samenwerking met Krauser de Krauser-Domani-zijspanracer, uitgerust met een BMW-motor. Hiervan werden er van 1988 tot 2004 meer dan 100 gebouwd.
In 1987 bouwde LCR chassis-componenten voor de Helios Wil Solarmobil van Markus Eisenring (1947), waarmee coureur Erwin Hungerbühler als tweede eindigde in Klasse l (‘High Tech’) in de derde Tour de Sol, een Zwitserse race voor zonnewagens over 400 km in zes dagen van Biel/Bienne naar Arosa.

Ook bouwde LCR een dragster, uitgerust met een 1499 cc BMW-turbomotor van meer dan 1000 pk, dezelfde motor als in de Brabham waarmee Nelson Piquet in 1983 wereldkampioen Formule 1 werd. De dragster legde de kwart mijl af in zes seconden, en had een topsnelheid van ruim 400 km/u.
In 2007 leverde LCR haar eerste twee zijspannen voor de F2 klasse voor de TT van Man. Met één hiervan, reden de manxmen Nick Crowe en Daniel Sayle direct een nieuw ronderecord.

## Wereldkampioenschappen zijspan
Van 1979 t/m 1996 werd op de Wereldkampioenschap wegrace veertienmaal in de zijspanklasse gewonnen op LCR motoren.

Tijdens Wereldkampioenschap superbike, waaraan de zijspannen als ‘Supersides’ 13 seizoenen deelnamen van 1997 t/m 2009, werd twaalfmaal gewonnen door teams op LCR.

In het "FIM Sidecar World Championship" dat sinds 2010 georganiseerd wordt, won LCR negenmaal (t/m seizoen 2020).